# Agraecina lineata
Agraecina lineata is een spinnensoort in de taxonomische indeling van de bodemzakspinnen (Liocranidae). De spin leeft op de bodem en maakt geen web. Het dier behoort tot het geslacht Agraecina. De wetenschappelijke naam van de soort werd voor het eerst geldig gepubliceerd in 1878 door Simon.